# Procesele ulterioare din Nürnberg

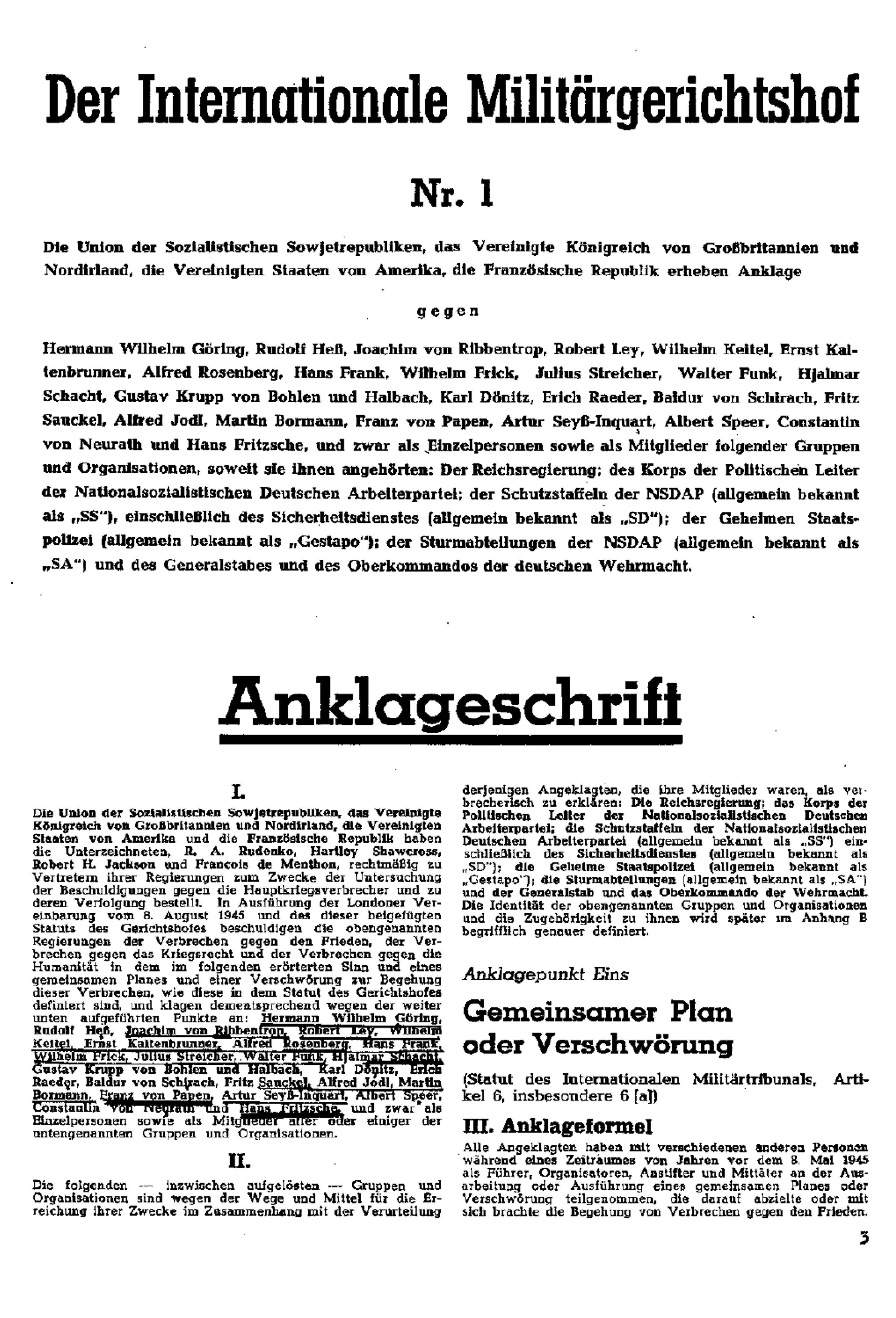
Rechizitoriu – Nürnberg – Tribunalul Militar Internațional (1945)

Următoarele procese de la Nürnberg (în mod oficial, procesele de criminali de război în fața tribunalelor militare din Nürnberg) au fost o serie de douăsprezece tribunale militare pentru crime de război împotriva membrilor conducerii Germaniei naziste, care a avut loc în Palatul de Justiție din Nürnberg, 1946 - 1949, în urma procesului criminalilor de război din Al Doilea Război Mondial în fața Tribunalului Militar Internațional.